# أنطونيو دي ناردو
أنطونيو دي ناردو (بالإيطالية: Antonio Di Nardo) هو لاعب كرة قدم إيطالي في مركز الهجوم، ولد في 23 يوليو 1979 في مونيانو دي نابولي في إيطاليا. لعب مع نادي بادوفا ونادي بيستويسي ونادي بينيفينتو ونادي تارانتو 1927 ونادي سيتاديلا ونادي فروسينوني ونادي كييتي كالسيو الرياضي ويوفي ستابيا.

## وصلات خارجية
- أنطونيو دي ناردو على موقع قاعدة بيانات كرة القدم.إي يو (الإنجليزية)
- أنطونيو دي ناردو على موقع Soccerway.com (الإنجليزية)